# Minettia thomsoni
Minettia thomsoni är en tvåvingeart som först beskrevs av Lynch Arribalzaga 1893.  Minettia thomsoni ingår i släktet Minettia och familjen lövflugor. Inga underarter finns listade i Catalogue of Life.